# Zatory
Zatory – wieś w Polsce położona w województwie mazowieckim, w powiecie pułtuskim, w gminie Zatory.  Ma status sołectwa. Leży nad rzeką Narwią.
Wieś szlachecka położona w drugiej połowie XVI wieku w powiecie kamienieckim ziemi nurskiej województwa mazowieckiego, była własnością Stanisława Mińskiego. 
W latach 1975–1998 miejscowość administracyjnie należała do województwa ostrołęckiego.
Miejscowość jest siedzibą gminy Zatory oraz parafii św. Małgorzaty.
Wieś leży na skraju Nadbużańskiego Parku Krajobrazowego. Mieszka w niej ok. 1000 mieszkańców.
W osadzie Zatory działało Państwowe Gospodarstwo Rolne Zatory.

## Części wsi
| SIMC    | Nazwa    | Rodzaj     |
| ------- | -------- | ---------- |
| 0524163 | Biele    | przysiółek |
| 0524170 | Ostrówek | przysiółek |

## Historia

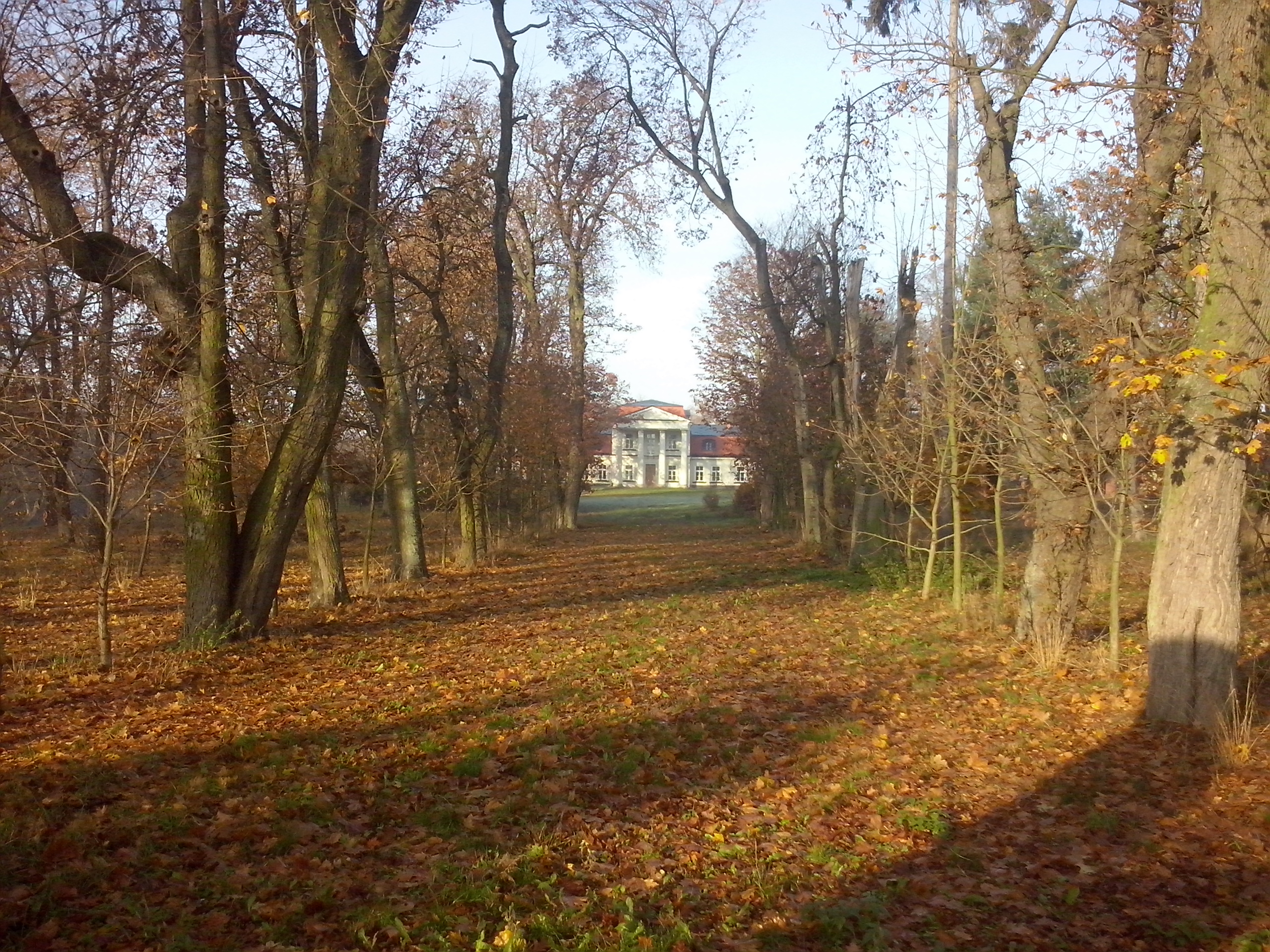
Pałac

Pierwszy zapis o Zatorach pojawił się już w 1389 roku, kiedy to zostały wymienione w uposażeniu parafii Dzierżenin. W 1429 r. książę Janusz Mazowiecki nadał tutejsze dobra rycerzowi Michałowi z Ziemiańczyc, podkomorzemu warszawskiemu z przydomkiem Zatorskiego, z wyłączeniem na polowania na łosie, rysia i kłusowania na sokoła. Książę sprowadził wówczas służbę leśną z Czerska, stąd jeszcze dzisiaj zamieszkują tu rodziny o nazwisku Czerski - rdzenni Mazurzy. W 1443 roku biskup płocki Paweł Giżycki erygował w Zatorach parafię pod wezwaniem św. Małgorzaty. W latach trzydziestych XVI wieku wieś przeszła w ręce Pawła Kryskiego, który przyczynił się do wybudowania nowego kościoła i ponownego erygowania parafii pod wezwaniem św. Małgorzaty. Od 1678 dobra przeszły w ręce Rostworowskich, a w 1698 rodziny Cieciszewskich. Od 1739 r. dziedzicami byli Jakub i Barbara Szydłowscy, którzy prawdopodobnie wybudowali tam pierwszy murowany dwór. Szydłowscy byli w posiadaniu Zator do końca XVIII wieku. W 1819 roku zdecydowano się na rozbiórkę starego kościoła i budowę nowego. Drewno ze starego kościoła wykorzystano do budowy kaplicy drewnianej na nowym cmentarzu grzebalnym.
Ludność Zator w 1508 roku tworzyły tylko 64 rodziny. W 1858 roku w parafii żyło 1056 osób. Po uwłaszczeniu chłopów liczba ludności tych okolic znacznie wzrosła, również dlatego, iż do obsługi dworu potrzebowano nowej służby, także spoza parafii. Rdzennymi mieszkańcami tych ziem byli chłopi, z czasem pojawiło się tu również wielu rzemieślników: szewcy, polownicy, miodosytnicy, piwowarowi, karczmarze, smolarze i inni. Rzemieślnicy podlegali dziedzicowi, w przeważającej części byli to niemieccy osadnicy wyznania ewangelickiego. Jednak pod koniec XIX wieku likwidacja browaru, miodosytni, smolarni i karczem poskutkowała zmianą struktury społecznej. Handlem i karczmarstwem trudnili się tradycyjnie Żydzi.
Rozbiory, powstania i bankructwa były przyczyną częstych zmian właścicieli na przełomie XVIII i XIX wieku. W 1801 roku właścicielem był Mikołaj Glinka, który wspólnie z proboszczem parafii ks. Józefem Dzwonkowskim postawił we wsi pierwszy murowany kościół. W dniu 25 maja 1807 roku na polach między Zatorami a Gładczynem doszło do potyczki wojsk rosyjskich z napoleońskimi (główna bitwa znana jako bitwa pułtuska odbyła się w grudniu 1806 roku i zakończyła wycofaniem wojsk rosyjskich). Mikołaj Glinka zmarł w 1825 roku, majątek po nim odziedziczyła córka Małgorzata. W 1836 roku właścicielem dóbr zatorskich został Romuald Skarżyński, po jego śmierci w 1850 roku majątkiem zarządzała Wiktoria z Kieleckich (wdowa po nim). Skarżyńscy przyczynili się do założenia parku przy dworze. W 1865 roku podupadające dobra zakupił Edmund Apolinary Przyłubski, który w krótkim czasie przyczynił się do ich gospodarczego rozkwitu. W 1893 roku Józef Iżycki przebudował pałac (wg projektu Kornela Gabrielskiego) oraz wybudował gorzelnię i dom dla administratora. W 1907 wspólnie z proboszczem ks. Franciszkiem Kuligowskim planował przebudowę kościoła w stylu eklektycznym z elementami renesansowymi, barokowymi i romańskimi. Śmierć Iżyckiego w 1909 roku nie pozwoliła na realizację tych planów. Dobra zatorskie stały się własnością Radziwiłłów, którzy woleli projekt w stylu romantyzmu narodowego architekta Juliusza Lisieckiego. W 1913 roku zburzono stary kościół, z wykorzystaniem fundamentów i dwóch ściany bocznych rozpoczęto budowę nowej świątyni, której głównym fundatorem był Maciej Mikołaj Radziwiłł. Nowy kościół został konsekrowany 13 lipca 1914 roku. Podczas I wojny światowej Zatory poniosły duże straty w zabudowie, w 1915 roku przez wieś przebiegała linia frontu niemiecko-rosyjskiego i na jej terenie toczyły się ciężkie walki z użyciem artylerii. W wyniku działań wojennych zatorski kościół uległ całkowitemu zniszczeniu. Jesienią 1915 roku w dworskim parku zbudowano na potrzeby mieszkańców wsi mały drewniany kościółek z materiałów pozyskanych od wojska. Jego styl nawiązywał do pogańskiej gontyny, była to świątynia trójnawowa, z chórem, zakrystią, lożą kolatorską, prezbiterium i amboną. Ozdobą kościoła były lichtarze i żyrandol wykonane z szrapneli. Kościółek w latach 30. XX wieku został przeniesiony do warszawskiej parafii Okęcie, gdzie był wykorzystywany do lat 80. 
Po odzyskaniu niepodległości przez Polskę Zatory stały się siedzibą gminy. W latach 1924–1926 odbudowano zatorski kościół, jego konsekracja nastąpiła w 1938 roku. W 1925 roku dobra nabyli Maria i Piotr Bagniewscy, którzy odbudowali zniszczenia, a poprzez uprzemysłowienie doprowadzili do ich rozkwitu. Majątek był wówczas wielokrotnie prezentowany jako wzorcowy obcokrajowcom. Bagniewscy zmienili gospodarkę leśną poprzez wprowadzenie najlepszych odmian drzew oraz planowany odłów zwierzyny, co miało wpływ na wzrost jej pogłowia. Gospodarstwo produkowało duże ilości mleka, ziemniaki na potrzeby gorzelni i żyto. Hodowano bydło rogate, konie rolnicze oraz angloarabskie, drób oraz ryby. Bagniewscy angażowali się społecznie i samorządowo, wspierając działalność oświatową, rolniczą oraz organizując koła gospodyń wiejskich. Swoim postępowaniem przyczyniali się do szerzenia wiedzy rolniczej i ekonomicznej w całej okolicy. 
W czasie II wojny światowej Zatory zostały włączone do rejencji ciechanowskiej. Na terenie wsi i gminy powstały struktury podziemne w ramach Związku Walki Zbrojnej a następnie Armii Krajowej. Zatory należały do rejonu III w Obwodzie AK Pułtusk krypt. „Pstrąg”. 
Wyzwolenie Zator spod niemieckiej okupacji nastąpiło 5 września 1944 roku. W październiku 1944 roku w Zatorach znajdowało się wysunięte lotnisko 2 pułku nocnych bombowców „Kraków”. Nocą z 30 na 31 października oraz z 31 października na 1 listopada samoloty Po-2 startujące z tego lotniska atakowały wojska niemieckie na przyczółku w rejonie Pokrzywnicy. Na wyzwolonych terenach rozpoczęto organizowanie lokalnej administracji, tworzono Gminne Rady Narodowe obsadzane członkami Stronnictwa Ludowego i Polskiej Partii Robotniczej. Na terenie Zator oddziaływanie Polskiego Stronnictwa Ludowego było bardzo silne. W referendum w 1946 roku wyborcy w Zatorach zdecydowanie odrzucili komunistyczną propagandę i zagłosowali wbrew hasłu „3 x tak”. W dokumentach Komitetu Powiatowego Polskiej Partii Robotniczej w Pułtusku odnotowano:

W gm. Zatory wójt rozpłakał się radości na widok kartek z napisami „nie” na wszystkie pytania.

Struktury podziemia niepodległościowego w Zatorach nie ujawniły się po wkroczeniu Armii Czerwonej. Weszły w skład Obwodu Ruchu Oporu Armii Krajowej w Pułtusku krypt. „Maciejka”, komendantem miejscowej placówki został Józef Kalinowski ps. „Brzoza”. Patrolem tej placówki dowodził Feliks Kalinowski ps. „Huragan”. Dla ROAK pracował również Józef Iwaszkiewicz (ps. „Waga”), który był komendantem miejscowego posterunku Milicji Obywatelskiej. 19 lipca 1946 roku, przy jego współudziale, żołnierze ROAK rozbroili milicjantów z tego posterunku pozyskując 2 pistolety maszynowe, 8 karabinów i 10 granatów. Sam Iwaszkiewicz został schwytany przez Urząd Bezpieczeństwa 21 lipca w Wólce Zatorskiej, gdzie ukrywał się w gospodarstwie Franciszka Przybysza. 
W sierpniu 1946 roku Urząd Bezpieczeństwa aresztował łączników placówki ROAK Zatory ps. „Rwany” i „Szczupak”. Po brutalnym przesłuchaniu bezpieka uzyskała informacje, które pozwoliły jej na aresztowanie 31. działaczy podziemia niepodległościowego pułtuskiego ROAK. W połowie listopada 1946 roku Obwód ROAK Pułtusk został podporządkowany Białostockiemu Okręgowi Zrzeszenia Wolność i Niezawisłość krypt. „Paulina”, placówka w Zatorach otrzymała kryptonim „Wisła”. Ujawnienie Obwodu nastąpiło w 1947 roku, kiedy to skorzystano z ogłoszonej przez komunistyczne władze amnestii. 
Majątek zatorski po II wojnie światowej został upaństwowiony, a właściciele, rodzina Bagniewskich, zmarli na emigracji. Na jego gruntach powstało Państwowe Gospodarstwo Rolne i Spółdzielnia kółek rolniczych, dwór został zaadaptowany na mieszkania dla jego pracowników. We wsi założono oddział banku spółdzielczego, powstał urząd pocztowy. Dwór ulegał stopniowej dewastacji, w późniejszym okresie został przejęty przez Stowarzyszenie Elektryków Polskich, które podjęło się jego remontu. Prace zostały jednak w roku 1992 wstrzymane z powodu trudności finansowych. Na pocz. XXI wieku pałac został przejęty przez firmę Interium i odrestaurowany, z przywróceniem klasycystycznego kształtu z końca XIX w. Zostało dobudowane do niego nowe skrzydło hotelowe.

## Zabytki i obiekty historyczne
- zespół parkowo-pałacowy i folwarczny. Dwór w stylu barokowo-klasycystycznym z lat 1739-1801, przebudowany dwukrotnie w II połowie XIX wieku. Budowla składa się z piętrowego budynku głównego i oficyn, rozłożony jest na planie litery L. Budynek jest podpiwniczony, z mieszkalnym poddaszem krytym dachem mansardowym. Ryzalit środkowy poprzedzony jest trójkątnym szczytem, portykiem z czterema kolumnami toskańskimi i datą na belkowaniu – 1898. Od dnia 19 marca 1962 roku dwór jest wpisany do rejestru zabytków pod numerem rejestracyjnym A-350. Zespół budynków pałacowych otacza park krajobrazowy z początku XIX wieku. Wśród starodrzewu znajduje się lipa drobnolistna o obwodzie pnia wynoszącym 5 metrów[31][15]. W pobliżu znajdują się zabudowania folwarczne projektu Kornela Gabrielskiego. Składają się ze spichlerza z końca XIX wieku, murowanej gorzelni, młyna, magazynu spirytusowego, wozowni i stajni. Oryginalny folwark składał się z ok. pięćdziesięciu zabudowań[32].
- kościół parafialny pod wezwaniem św. Małgorzaty wzniesiony w latach 1819-1821 i przebudowany w latach 1913-1914. Podczas I wojny światowej został zniszczony, ocalała tylko ściana z obrazem Matki Boskiej. Pułkownik wojsk niemieckich Hunebach uznał to za cud i napisał o tym wiersz. Odbudowę ze zniszczeń ukończono w 1926 roku, świątynia nabrała cech barokowo-romańskich. Ołtarz główny jest wykuty z marmuru kieleckiego, boczny ołtarz z alabastru, trzeci drewniany, z obrazem Matki Boskiej Chełmskiej z XIX-XX wieku w późnobarokowej sukience z połowy XVIII wieku, został ufundowany przez Bagniewskich. W kościele znajduje się również droga krzyżowa sprowadzona z Florencji. W 1934 roku wnętrze kościoła zostało pomalowane przez Bronisława Bryknera wg motywów regionalnych[15].
- murowana plebania z 1916 roku.
- na cmentarzu znajduje się wykonany z piaskowca w kształcie sarkofagu nagrobek Radziwiłłów.
- cmentarz żołnierzy niemieckich poległych w czasie I wojny światowej.
- kurpiowskie chaty.
- na południe od wsi duży głaz narzutowy.

## Znane osoby urodzone w Zatorach
- Elżbieta Jakubiak – polityk[33]